# Karl I av Neapel
Karl I av Anjou, eller Karl I av Neapel, född 21 mars 1227, död 7 januari 1285 i Foggia, var kung av kungadömet Sicilien från 1266, kung av Albanien från 1272, av kungadömet Jerusalem från 1277, furste av Achaea från 1278, samt greve av Anjou, Maine, Provence och Forcalquier.

## Familjeförhållanden
Karl var yngste son till kung Ludvig VIII av Frankrike och Blanka av Kastilien, bror till Ludvig den helige och Alfons II av Toulouse. Han var gift med monarken Beatrice av Provence, som var dotter till Raimund Berengar IV av Provence.
Karl och Beatrice fick följande barn:
- Ludvig (1248–1248)
- Blanche (1250–1269), gift 1265 med Robert III av Flandern (1249–1322)
- Beatrice (1252–1275), gift 1273 med Filip av Courtenay (1243–1283), titulärkejsare av Konstantinopel
- Karl II av Anjou (1254–1309), greve av Anjou och Provence, kung av Neapel
- Filip (1256–1277), furste av Achaïea, gift 1271 med Isabella av Villehardouin (1263–1312), furstinna av Achaïea och Morea
- Robert (1258–1265)
- Elisabet av Sicilien (1261–1300), gift med Ladislaus IV av Ungern (1262–1290)

Med sin andra hustru Margareta av Burgund fick Karl:
- Margareta (cirka 1268–1276)

## Biografi
Karl erhöll 1246 Provence genom gifte och av sin bror, Ludvig den helige, Anjou och Maine, samt ledsagade denne på korståget till Egypten 1248, som slutade med att bägge bröderna tillfångatogs (1250). På påvarna Urban IV:s och Clemens IV:s uppmaning anföll han 1266 hohenstaufern Manfred av Neapel, som besegrades och stupade i slaget vid Benevento den 26 februari, varpå Karl erövrade hans rike som län av påven. 
Karl framkallade missnöje genom att pålägga tunga skatter och förfölja hohenstaufenska partiet, som inkallade Manfreds 15-årige brorson, Konradin, från Tyskland. Karl lyckades dock i slaget vid Tagliacozzo besegra Konradin (23 augusti 1268), och kort därefter råkade denne i hans våld och avrättades. 
Karl, som nu några år intog en mäktig ställning i hela Italien, deltog 1270 i Ludvig IX:s korståg till Tunis, hade starkt inflytande över hans son Filip III av Frankrike och kröntes 1277 i Rom till kung av kungadömet Jerusalem. 
Hans hårda styre och fransmännens övermod framkallade våren 1282 en resning på Sicilien, den så kallade sicilianska aftonsången, som hindrade Karl att angripa bysantinska riket och ledde till att fransmännen fördrevs och Peter III av Aragoniens utropande till Siciliens kung. Förgäves sökte Karl återerövra ön.